# Durham
Durham (phát âm là / dʌrəm /, tại địa phương [dʊrəm]) là một thành phố ở miền Đông Bắc nước Anh. Nó nằm trong hạt Durham.
Durham nổi tiếng với Nhà thờ chính tòa Durham phong cách kiến trúc Norman và lâu đài thế kỷ thứ 11 là di sản thế giới UNESCO, và là nơi có Đại học Durham. Nhà tù HM Durham cũng nằm gần trung tâm thành phố.
Durham nằm 13 dặm (21 km) về phía tây nam của Sunderland, Anh. Sông Bear chảy theo hướng bắc qua thành phố, tạo thành một khúc uốn khúc nhỏ mà bao quanh trung tâm trên cả ba mặt để tạo thành bán đảo của Durham. Tại cơ sở của bán đảo là Market Place, nơi vẫn còn họp chợ thường xuyên.